# IC 4882
IC 4882 је спирална галаксија у сазвјежђу Телескоп која се налази на листи објеката дубоког неба у Индекс каталогу.
Деклинација објекта је - 55° 11' 47" а ректасцензија 19h 40m 23,3s. Привидна величина (магнитуда) објекта IC 4882 износи 13,8 а фотографска магнитуда 14,6. IC 4882 је још познат и под ознакама ESO 185-9, FAIR 519, IRAS 19363-5518, PGC 63505.